# Mark Foster
Mark Foster (Billericay, 12 maggio 1970) è un ex nuotatore britannico.
Specializzato nello stile libero, ha vinto numerose medaglie ai campionati mondiali di nuoto e a quelli europei. È stato alfiere della Gran Bretagna ai Giochi olimpici di Pechino 2008. Nel 2017 ha fatto coming out come omosessuale.

## Palmarès
- Mondiali

Fukuoka 2001: bronzo nei 50 m farfalla.
Barcellona 2003: argento nei 50 m sl.
- Mondiali in vasca corta

Palma di Majorca 1993: oro nei 50 m sl e bronzo nella 4x100 m misti.
Göteborg 1997: argento nei 50 m sl e bronzo nella 4x100 m misti.
Hong Kong 1999: oro nei 50 m sl e nei 50 m farfalla.
Atene 2000: oro nei 50 m sl e nei 50 m farfalla.
Mosca 2002: argento nei 50 m sl e bronzo nei 50 m farfalla.
Indianapolis 2004: oro nei 50 m sl e argento nei 50 m farfalla.
Manchester 2008: argento nei 50 m sl.
- Europei

Sheffield 1993: bronzo nella 4x100 m misti.
Siviglia 1997: argento nei 50 m sl.
Istanbul 1999: bronzo nei 50 m farfalla.
Helsinki 2000: bronzo nei 50 m farfalla.
- Europei in vasca corta

Espoo 1992: oro nei 50 m farfalla e bronzo nei 50 m sl.
Rostock 1996: oro nei 50 m sl e nei 50 m farfalla e bronzo nella 4x50 m misti.
Sheffield 1998: oro nei 50 m sl, argento nei 50m farfalla e nella 4x50 m sl e bronzo nella 4x50 m misti.
Lisbona 1999: oro nei 50 m sl e bronzo nella 4x50 m misti.
Valencia 2000: oro nei 50 m farfalla, argento nei 50 m sl e bronzo nella 4x50 m sl.
Anversa 2001: argento nei 50 m farfalla e nella 4x50 m misti.
Dublino 2003: oro nei 50 m sl e nei 50 m farfalla.
Vienna 2004: oro nei 50 m sl e nei 50 m farfalla.
Trieste 2005: oro nei 50 m sl, argento nei 50 m farfalla, bronzo nella 4x50 m sl e nella 4x50 m misti.
- Giochi del Commonwealth

Edimburgo 1986: bronzo nella 4x100 m sl.
Auckland 1990: argento nella 4x100 m sl e bronzo nei 50 m sl.
Victoria 1994: oro nei 50 m sl e bronzo nella 4x100 m sl.
Kuala Lumpur 1998: oro nei 50 m sl.
Manchester 2002: bronzo nei 50 m sl e nei 50 m farfalla.
- Vincitore della Coppa del Mondo delle distanze brevi sl nel 1995